# Локе-в-Тухиню
Локе-в-Тухиню (словен. Loke v Tuhinju) — поселення в общині Камник, Осреднєсловенський регіон, Словенія. Висота над рівнем моря: 435 м.